# Ethernet

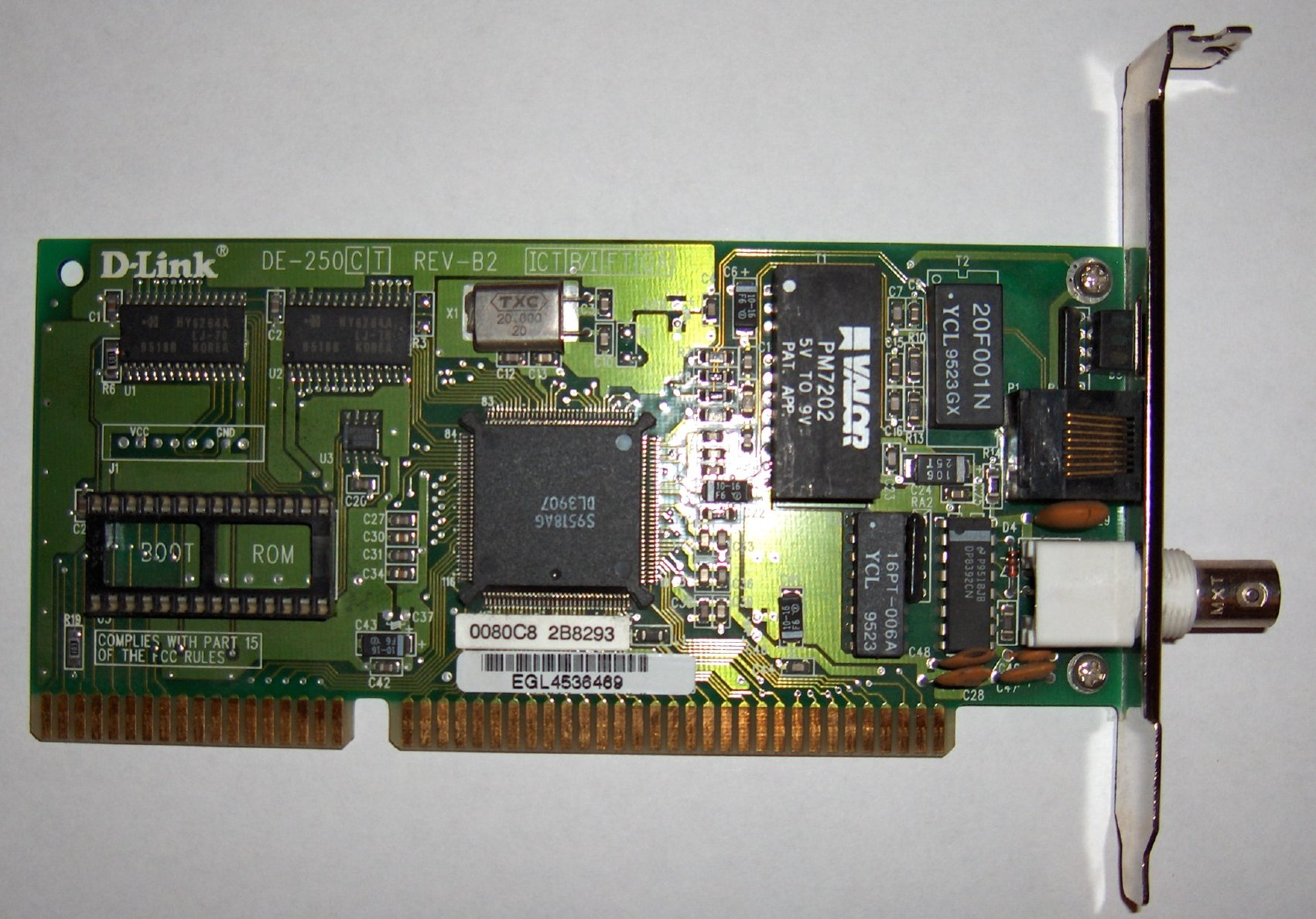
Tarjeta de red ISA de 10 Mbit/s.

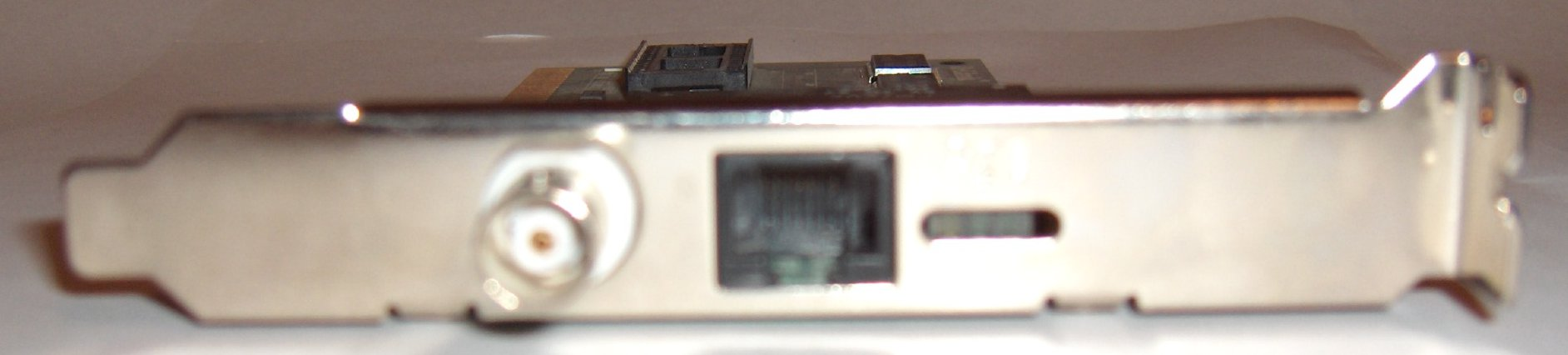
Conectores BNC (Coaxial) y RJ45 de una tarjeta de red.

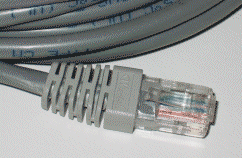
Cable UTP para conexiones Ethernet.

Ethernet (pronunciación en inglés: /ˈiːθə˞nɛt/) es un estándar de redes de área local para computadoras, por sus siglas en español Acceso Múltiple con Escucha de Portadora y Detección de Colisiones (CSMA/CD). Su nombre procede del concepto físico de éter (ether, en inglés). Ethernet define las características de cableado y señalización; de nivel físico y los formatos de tramas de datos del nivel de enlace de datos del modelo OSI.
Ethernet se tomó como base para la redacción del estándar internacional IEEE 802.3, siendo usualmente tomados como sinónimos. Se diferencian en uno de los campos de la trama de datos. Sin embargo, las tramas Ethernet e IEEE 802.3 pueden coexistir en la misma zona.

## Historia
En 1970, mientras Norman Abramson montaba la gran red ALOHA en Hawái, un estudiante recién graduado en el MIT llamado Robert Metcalfe se encontraba realizando sus estudios de doctorado en la Universidad de Harvard trabajando para ARPANET, que era el tema de investigación candente en aquellos días. En un viaje a Washington, Metcalfe estuvo en casa de Steve Crocker (el inventor de los RFC de Internet) donde este lo dejó dormir en el sofá. Para poder conciliar el sueño Metcalfe empezó a leer una revista científica donde encontró un artículo de Norm Abramson acerca de la red Aloha. Metcalfe pensó cómo se podía mejorar el protocolo utilizado por Abramson, y escribió un artículo describiendo un protocolo que mejoraba sustancialmente el rendimiento de Aloha. Ese artículo se convertiría en su tesis doctoral, que presentó en 1973. La idea básica era muy simple: las estaciones antes de transmitir deberían detectar si el canal ya estaba en uso (es decir si ya había 'portadora'), en cuyo caso esperarían a que la estación activa terminara. Además, cada estación mientras transmitiera estaría continuamente vigilando el medio físico por si se producía alguna colisión, en cuyo caso se pararía y retransmitiría más tarde. Este protocolo MAC recibiría más tarde la denominación Acceso Múltiple con Detección de Portadora y Detección de Colisiones, o más brevemente CSMA/CD (Carrier Sense Multiple Access / Collision Detection).
En 1972 Metcalfe se mudó a California para trabajar en el Centro de Investigación de Xerox en Palo Alto llamado Xerox PARC (Palo Alto Research Center). Allí se estaba diseñando lo que se consideraba la 'oficina del futuro' y Metcalfe encontró un ambiente perfecto para desarrollar sus inquietudes. Se estaban probando unas computadoras denominadas Alto, que ya disponían de capacidades gráficas y ratón y fueron consideradas los primeros ordenadores personales. También se estaban fabricando las primeras impresoras láser. Se quería conectar las computadoras entre sí para compartir ficheros y las impresoras. La comunicación tenía que ser de muy alta velocidad, del orden de megabits por segundo, ya que la cantidad de información a enviar a las impresoras era enorme (tenían una resolución y velocidad comparables a una impresora láser actual). Estas ideas que hoy parecen obvias eran completamente revolucionarias en 1973.
A Metcalfe, el especialista en comunicaciones del equipo con 27 años de edad, se le encomendó la tarea de diseñar y construir la red que uniera todo aquello. Contaba para ello con la ayuda de un estudiante de doctorado de Stanford llamado David Boggs. Las primeras experiencias de la red, que denominaron 'Alto Aloha Network', las llevaron a cabo en 1972. Fueron mejorando gradualmente el prototipo hasta que el 22 de mayo de 1973 Metcalfe escribió un memorándum interno en el que informaba de la nueva red. Para evitar que se pudiera pensar que solamente servía para conectar computadoras Alto cambió el nombre de la red por el de Ethernet, que hacía referencia a la teoría de la física hoy ya abandonada según la cual las ondas electromagnéticas viajaban por un fluido denominado éter que se suponía llenaba todo el espacio (para Metcalfe el 'éter' era el cable coaxial por el que iba la señal). Las dos computadoras Alto utilizadas para las primeras pruebas de Ethernet fueron rebautizadas con los nombres Michelson y Morley, en alusión a los dos físicos que demostraron en 1887 la inexistencia del éter mediante el famoso experimento de Michelson y Morley.
La red de 1973 ya tenía todas las características esenciales de la Ethernet actual. Empleaba CSMA/CD para minimizar la probabilidad de colisión, y en caso de que esta se produjera se ponía en marcha un mecanismo denominado retroceso exponencial binario para reducir gradualmente la ‘agresividad’ del emisor, con lo que este se adaptaba a situaciones de muy diverso nivel de tráfico. Tenía topología de bus y funcionaba a 2,94 Mb/s sobre un segmento de cable coaxial de 1,6 km de longitud. Las direcciones eran de 8 bits y el CRC de las tramas de 16 bits. El protocolo utilizado al nivel de red era el PUP (Parc Universal Packet) que luego evolucionaría hasta convertirse en el que luego fue XNS (Xerox Network System), antecesor a su vez de IPX (Netware de Novell).
En vez de utilizar el cable coaxial de 75 ohms de las redes de televisión por cable se optó por emplear cable de 50 ohms que producía menos reflexiones de la señal, a las cuales Ethernet era muy sensible por transmitir la señal en banda base (es decir sin modulación). Cada empalme del cable y cada 'pincho' vampiro (transceiver) instalado producía la reflexión de una parte de la señal transmitida. En la práctica el número máximo de 'pinchos' vampiro, y por tanto el número máximo de estaciones en un segmento de cable coaxial, venía limitado por la máxima intensidad de señal reflejada tolerable.
En 1975 Metcalfe y Boggs describieron Ethernet en un artículo que enviaron a Communications of the ACM (Association for Computing Machinery), publicado en 1976. En él ya describían el uso de repetidores para aumentar el alcance de la red. En 1977 Metcalfe, Boggs y otros dos ingenieros de Xerox recibieron una patente por la tecnología básica de Ethernet, y en 1978 Metcalfe y Boggs recibieron otra por el repetidor. En esta época todo el sistema Ethernet era propiedad de Xerox.
Conviene destacar que David Boggs construyó en el año 1975 durante su estancia en Xerox PARC el primer router y el primer servidor de nombres de Internet.

## Versiones de 802.3
Ethernet se tomó como base para la redacción del estándar internacional IEEE 802.3, siendo usualmente tomados como sinónimos. Se diferencian en uno de los campos de la trama de datos. Sin embargo, las tramas originales Ethernet e IEEE 802.3 pueden coexistir en la misma red.
Los estándares de este grupo no reflejan necesariamente lo que se usa en la práctica, aunque a diferencia de otros grupos este suele estar cerca de la realidad.
La primera versión del IEEE 802.3 fue un intento de estandarizar Ethernet, aunque hubo un campo de la cabecera que se definió de forma diferente. Posteriormente ha habido ampliaciones sucesivas al estándar que cubrieron las ampliaciones de velocidad (Fast Ethernet, Gigabit Ethernet y el de 10 Gigabits), redes virtuales, hubs, conmutadores y distintos tipos de medios, tanto de fibra óptica como de cables de cobre (tanto par trenzado como coaxial).
| Estándar Ethernet      | Fecha                    | Descripción |
| ---------------------- | ------------------------ | --- |
| Ethernet experimental  | 1972 (patentado en 1978) | 2,85 Mbit/s sobre cable coaxial en topología de bus. |
| Ethernet II (DIX v2.0) | 1982                     | 10 Mbit/s sobre coaxial fino (thinnet) - La trama tiene un campo de tipo de paquete. El protocolo IP usa este formato de trama sobre cualquier medio.                 |
| IEEE 802.3             | 1983                     | 10BASE5 10 Mbit/s sobre coaxial grueso (thicknet). Longitud máxima del segmento 500 metros - Igual que DIX salvo que el campo de Tipo se substituye por la longitud.  |
| 802.3a                 | 1985                     | 10BASE2 10 Mbit/s sobre coaxial fino (thinnet o cheapernet). Longitud máxima del segmento 185 metros.                                                                 |
| 802.3b                 | 1985                     | 10BROAD36. |
| 802.3c                 | 1985                     | Especificación de repetidores de 10 Mbit/s. |
| 802.3d                 | 1987                     | FOIRL (Fiber-Optic Inter-Repeater Link) enlace de fibra óptica entre repetidores.                                                                                     |
| 802.3e                 | 1987                     | 1BASE5 o StarLAN. |
| 802.3i                 | 1990                     | 10BASE-T 10 Mbit/s sobre par trenzado no blindado (Unshielded Twisted Pair o UTP). Longitud máxima del segmento 150 metros.                                           |
| 802.3j                 | 1993                     | 10BASE-F 10 Mbit/s sobre fibra óptica. Longitud máxima del segmento 1000 metros.                                                                                      |
| 802.3u                 | 1995                     | 100BASE-TX, 100BASE-T4, 100BASE-FX Fast Ethernet a 100 Mbit/s con auto-negociación de velocidad.                                                                      |
| 802.3x                 | 1997                     | Full Duplex (Transmisión y recepción simultáneos) y control de flujo.                                                                                                 |
| 802.3y                 | 1998                     | 100BASE-T2 100 Mbit/s sobre par trenzado no blindado (UTP). Longitud máxima del segmento 100 metros.                                                                  |
| 802.3z                 | 1998                     | 1000BASE-X Ethernet de 1 Gbit/s sobre fibra óptica. |
| 802.3ab                | 1999                     | 1000BASE-T Ethernet de 1 Gbit/s sobre par trenzado no blindado. |
| 802.3ac                | 1999                     | Extensión de la trama máxima a 1522 bytes (para permitir las "Q-tag") Las Q-tag incluyen información para 802.1Q VLAN y manejan prioridades según el estándar 802.1p. |
| 802.3ad                | 2000                     | Agregación de enlaces paralelos. |
| 802.3ae                | 2003                     | Ethernet a 10 Gbit/s; 10GBASE-SR, 10GBASE-LR. |
| IEEE 802.3af           | 2003                     | Alimentación sobre Ethernet (PoE). |
| 802.3ah                | 2004                     | Ethernet en la última milla. |
| 802.3ak                | 2004                     | 10GBASE-CX4 Ethernet a 10 Gbit/s sobre cable bi-axial. |
| 802.3an                | 2006                     | 10GBASE-T Ethernet a 10 Gbit/s sobre par trenzado no blindado (UTP).                                                                                                  |
| 802.3ap                | en proceso (draft)       | Ethernet de 1 y 10 Gbit/s sobre circuito impreso. |
| 802.3aq                | en proceso (draft)       | 10GBASE-LRM Ethernet a 10 Gbit/s sobre fibra óptica multimodo. |
| 802.3ar                | en proceso (draft)       | Gestión de Congestión. |
| 802.3as                | en proceso (draft)       | Extensión de la trama. |

## Formato de la trama Ethernet
La trama es lo que se conoce también por el nombre de "frame".

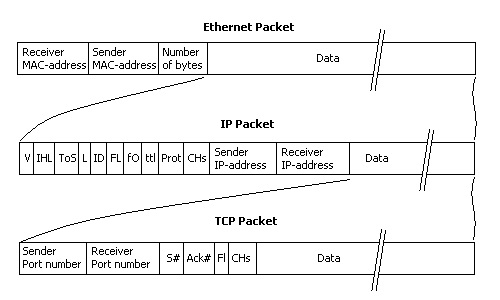
Estructura de la Payload en Ethernet y protocolos IP y TCP.

- El primer campo es el preámbulo  que indica el inicio de la trama y tienen el objetivo de que el dispositivo que lo recibe detecte una nueva trama y se sincronice.
- El delimitador de inicio de trama indica que el frame empieza a partir de él.
- Los campos de MAC (o dirección) de destino y origen indican las direcciones físicas del dispositivo al que van dirigidos los datos y del dispositivo origen de los datos, respectivamente.
- La etiqueta es un campo opcional que indica la pertenencia a una VLAN o prioridad en IEEE P802.1p
- Ethernetype indica con qué protocolo están encapsulados los datos que contiene la Payload, en caso de que se usase un protocolo de capa superior.
- La Payload es donde van todos los datos y, en su caso, cabeceras de otros protocolos de capas superiores (Según Modelo OSI, véase  Protocolos en informática) que pudieran formatear a los datos que se tramiten (IP, TCP, etc.). Tiene un mínimo de 46 Bytes (o 42 si es la versión 802.1Q) hasta un máximo de 1500 Bytes. Los mensajes inferiores a 64 bytes se llaman tramas enanas (runt frames) e indican mensajes dañados y parcialmente transmitidos.[1]
- La secuencia de comprobación es un campo de 4 bytes que contiene un valor de verificación CRC (control de redundancia cíclica). El emisor calcula el CRC de toda la trama, desde el campo destino al campo CRC suponiendo que vale 0. El receptor lo recalcula, si el valor calculado es 0 la trama es válida.

- El gap de final de trama son 12 bytes vacíos con el objetivo de espaciado entre tramas.

| Preámbulo     | Delimitador de inicio de trama | MAC de destino | MAC de origen | 802.1Q Etiqueta(opcional) | Ethertype (Ethernet II) o longitud (IEEE 802.3) | Payload                       | Secuencia de comprobación (32‑bit CRC) | Gap entre frames |
| ------------- | ------------------------------ | -------------- | ------------- | ------------------------- | ----------------------------------------------- | ----------------------------- | -------------------------------------- | ---------------- |
| 7 Bytes       | 1 Byte                         | 6 Byte         | 6 Bytes       | (4 Bytes)                 | 2 Bytes                                         | De 46 (o 42) hasta 1500 Bytes | 4 Bytes                                | 12 Bytes         |
|               |                                | 64–1522 Bytes  |               |                           |                                                 |                               |                                        |                  |
| 72–1530 Bytes |                                |                |               |                           |                                                 |                               |                                        |                  |
| 84–1542 Bytes |                                |                |               |                           |                                                 |                               |                                        |                  |

## Tecnología y velocidad de Ethernet
Hace ya mucho tiempo que Ethernet consiguió situarse como el principal protocolo del nivel de enlace. Ethernet 10Base2 consiguió, ya en la década de 1990 una gran aceptación en el sector. Hoy por hoy, 10Base2 se considera como una "tecnología de legado" respecto a 100BaseT. Hoy los fabricantes ya han desarrollado adaptadores capaces de trabajar tanto con la tecnología 10baseT como la 100BaseT y esto ayuda a una mejor adaptación y transición.
Las tecnologías Ethernet que existen se diferencian en estos conceptos entre ellos:
Velocidad de transmisión
Velocidad a la que transmite la tecnología.
Tipo de cable
Tecnología del nivel físico que usa la tecnología.
Longitud máxima
Distancia máxima que puede haber entre dos nodos adyacentes (sin estaciones repetidoras).
Topología
Determina la forma física de la red Bus si se usan conectores T (hoy solamente usados con las tecnologías más antiguas) y estrella si se usan hubs (estrella de difusión) o switches (estrella conmutada).
A continuación se especifican los anteriores conceptos en las tecnologías más importantes:
| Tecnología | Velocidad de transmisión | Tipo de cable                      | Distancia máxima | Topología                                          |
| ---------- | ------------------------ | ---------------------------------- | ---------------- | -------------------------------------------------- |
| 10Base5    | 10 Mbit/s                | Coaxial grueso                     | 500 m            | Bus (Conector AUI)                                 |
| 10Base2    | 10 Mbit/s                | Coaxial delgado                    | 185 m            | Bus (Conector T)                                   |
| 10BaseT    | 10 Mbit/s                | Par Trenzado                       | 100 m            | Estrella (Hub o Switch)                            |
| 10BaseF    | 10 Mbit/s                | Fibra óptica                       | 2000 m           | Estrella (Hub o Switch)                            |
| 100BaseT4  | 100 Mbit/s               | Par Trenzado (categoría 3UTP)      | 100 m            | Estrella. Half Duplex (hub) y Full Duplex (switch) |
| 100BaseTX  | 100 Mbit/s               | Par Trenzado (categoría 5UTP)      | 100 m            | Estrella. Half Duplex (hub) y Full Duplex (switch) |
| 100BaseFX  | 100 Mbit/s               | Fibra óptica                       | 2000 m           | No permite el uso de hubs                          |
| 1000BaseT  | 1000 Mbit/s              | Par Trenzado (categoría 5e o 6UTP) | 100 m            | Estrella. Full Duplex (switch)                     |
| 1000BaseTX | 1000 Mbit/s              | Par Trenzado (categoría 6UTP )     | 100 m            | Estrella. Full Duplex (switch)                     |
| 1000BaseSX | 1000 Mbit/s              | Fibra óptica (multimodo)           | 550 m            | Estrella. Full Duplex (switch)                     |
| 1000BaseLX | 1000 Mbit/s              | Fibra óptica (monomodo)            | 5000 m           | Estrella. Full Duplex (switch)                     |
| 10GBaseT   | 10000 Mbit/s             | Par Trenzado (categoría 6a o 7UTP) | 100 m            |                                                    |
| 10GBaseLR  | 10000 Mbit/s             | Fibra óptica (monomodo)            | 10000 m          |                                                    |
| 10GBaseSR  | 10000 Mbit/s             | Fibra óptica (multimodo)           | 300 m            |                                                    |

## Hardware comúnmente usado en una red Ethernet
Los elementos de una red Ethernet son: tarjeta de red, repetidores, concentradores, puentes, los conmutadores, los nodos de red y el medio de interconexión. Los nodos de red pueden clasificarse en dos grandes grupos: equipo terminal de datos (DTE) y equipo de comunicación de datos (DCE).
Los DTE son dispositivos de red que generan el destino de los datos: los PC, las estaciones de trabajo, los servidores de archivos, los servidores de impresión; todos son parte del grupo de las estaciones finales. Los DCE son los dispositivos de red intermediarios que reciben y retransmiten las tramas dentro de la red; pueden ser: conmutadores (switch), routers, concentradores (hub), repetidores o interfaces de comunicación. Por ejemplo: un módem o una tarjeta de interfaz.
- Tarjeta de Interfaz de Red o NIC, permite que una computadora acceda a una red local. Cada tarjeta tiene una única dirección MAC que la identifica en la red. Una computadora conectada a una red se denomina nodo.
- Repetidor o repeater, aumenta el alcance de una conexión física, recibiendo las señales y retransmitiéndolas, para evitar su degradación, a través del medio de transmisión, lográndose un alcance mayor. Usualmente se usa para unir dos áreas locales 'de igual' tecnología y solamente tiene 'dos' puertos. Opera en la capa física del modelo OSI.
- Concentrador o hub, funciona como un repetidor, pero permite la interconexión de 'múltiples' nodos. Su funcionamiento es relativamente simple, pues recibe una trama de ethernet, por uno de sus puertos, y la repite por todos sus puertos restantes sin ejecutar ningún proceso sobre las mismas. Opera en la capa física del modelo OSI.
- Puente de red o bridge, interconecta segmentos de red haciendo el cambio de frames (tramas) entre las redes de acuerdo con una tabla de direcciones que le dice en qué segmento está ubicada una dirección MAC dada. Se diseñan para uso entre las LAN que usan protocolos idénticos en la capa física y MAC (control de acceso al medio). Aunque existen bridges más sofisticados que permiten la conversión de formatos MAC diferentes (Ethernet-Token Ring, por ejemplo).

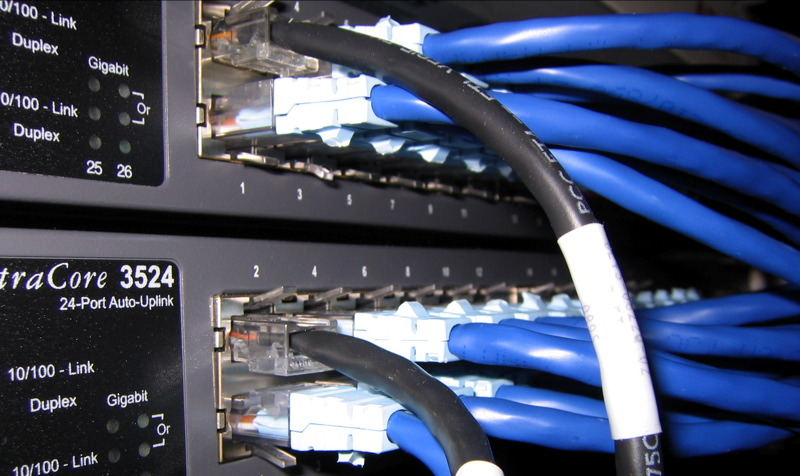
Conexiones en un switch Ethernet.

- Conmutador o switch, funciona como el bridge, pero permite la interconexión de múltiples segmentos de red, funciona en velocidades más rápidas y es más sofisticado. Los switches pueden tener otras funcionalidades, como redes virtuales, y permiten su configuración a través de la propia red. Funciona básicamente en la capa 2 del modelo OSI (enlace de datos). Por esto son capaces de procesar información de las tramas; su funcionalidad más importante es en las tablas de dirección. Por ejemplo, una computadora conectada al puerto 1 del conmutador envía una trama a otra computadora conectada al puerto 2; el switch recibe la trama y la transmite a todos sus puertos, excepto aquel por donde la recibió; la computadora 2 recibirá el mensaje y finalmente lo responderá, generando tráfico en el sentido contrario; ahora el switch conocerá las direcciones MAC de las computadoras en el puerto 1 y 2; cuando reciba otra trama con dirección de destino de alguna de ellas, únicamente transmitirá la trama a dicho puerto disminuyendo así el tráfico de la red y contribuyendo al buen funcionamiento de la misma.

## Presente y futuro de Ethernet
Ethernet se planteó en un principio como un protocolo destinado a cubrir las necesidades de las redes de área local (LAN).
A partir de 2001, Ethernet alcanzó los 10 Gbit/s lo que dio mucha más popularidad a la tecnología. Dentro del sector se planteaba a ATM como la total encargada de los niveles superiores de la red, pero el estándar 802.3ae (Ethernet Gigabit 10) se ha situado en una buena posición para extenderse al nivel WAN.